# Sandales du Christ

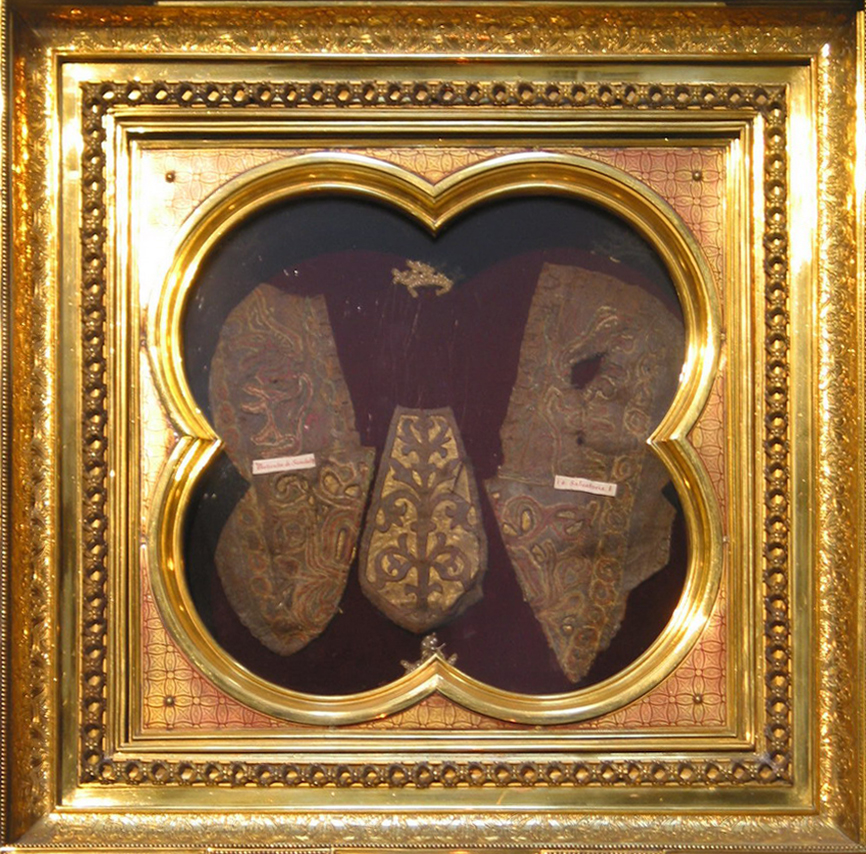
Les "Sandales du Christ" dans la basilique de Prüm.

Les Sandales du Christ — ou, plus précisément, fragments des sandales (« Partikel der Sandalen ») — font partie des reliques attribuées à Jésus et comptaient parmi les reliques les plus importantes du Moyen Âge. Elles se présentent sous la forme de trois morceaux de grosse toile jaune, sur lesquels sont collés des fragments de cuir, la pièce centrale correspondrait à la doublure intérieure et les pièces latérales à des morceaux d'une chaussure d'apparat qui contiendrait à l'intérieur des fragments des sandales du Christ.
Selon la tradition, les sandales apparaissent lors de l'épisode du partage des vêtements du Christ (avec la Sainte Tunique et la ceinture) au cours de la crucifixion. La relique apparaît au moment du sacre de Pépin le Bref, par le pape Étienne II, et de la fondation des États pontificaux par la donation de Pépin.
Pépin rapporte les sandales dans son royaume et en fait don, ainsi qu'une vaste propriété foncière, à l'abbaye de Prüm, dans l'Eifel, créée trente ans auparavant, en 721. Cette abbaye devient une des plus importantes de l'Empire carolingien et son église prend le nom de Saint-Sauveur.
Pour rivaliser avec l'abbaye de Prüm, il fallait posséder une relique prestigieuse. Au XIIe siècle, c'est ce que fait Trèves en exposant une Sainte Tunique, d'origine, cependant, très douteuse, mais plus spectaculaire aux yeux des fidèles.
La lutte de suprématie dure cinq siècles. La première procession de pèlerinage vers la Sainte Tunique de Trèves a lieu en 1524. En 1574, Prüm perd son indépendance vis-à-vis de l'ancienne capitale romaine.
Les Sandales du Christ font toujours l'objet d'une vénération religieuse dans la basilique de Prüm.